# Mohammad Siyad Barre
Mohammad Siyad Barre, alternativ stavning Mohamed Siad Barre (somaliska: Maxamed Siyaad Barre; arabiska: محمد سياد بري), född 6 oktober 1919 i Shilavo, Ogaden (i nuvarande Etiopien), död 2 januari 1995 i Lagos, Nigeria, var en somalisk militär och politiker. Han var Somalias president och militärdiktator från 1969, då han tog makten genom en militärkupp, fram tills att han störtades 1991.

## Uppväxt och tidig karriär
Barre föddes år 1919 nära byn Shilavo i Ogadenregionen. Hans föräldrar var medlemmar i Marehanklanen och dog när Barre var tio år gammal. Han fick grundläggande utbildning i staden Luuq nära den etiopisk-somaliska gränsen och flyttade därefter till Mogadishu, dåvarande huvudstad i Italienska Somaliland.
Barre började sin karriär inom den italienska kolonialpolisen år 1940. Några år senare fortsatte han stiga i graderna inom kolonialpolisen under den brittiska ockupationen av kolonin under andra världskriget. I början av 1950-talet reste han till Italien för att gå i karabinjärernas polisskola. Därefter inledde han sin karriär inom den nybildade somaliska armén, vid den här tidpunkten en väpnad styrka under FN.

## Militär karriär
Barre gjorde sig snart känd som en karismatisk och kompetent militär ledare och gjorde en lysande karriär inom armén. När Somalia blev självständigt 1960 hade han avancerat till vice stabschef och blivit en övertygad marxist; han motsatte sig snart därför den västvänliga politik som landets första president Aden Abdullah Osman Daar förde, och började under 1960-talet ha siktet inställt på att själv inta presidentposten och alliera landet med Sovjetunionen. När Somalias dåvarande president Abdirashid Sharmarke mördades av en av sina egna livvakter den 15 oktober 1969 såg Barre sin chans att själv ta makten, och genomförde den 21 oktober, dagen efter den mördade presidentens begravning, en militärkupp. Han utropade sig själv till ordförande för en militärjunta, Högsta revolutionsrådet.

## Presidentskap
Militärjuntan förbjöd alla politiska partier, arresterade medlemmar i den gamla regeringen, stängde Högsta domstolen, löste upp parlamentet och upphävde författningen. Den omorganiserade statsbildningen, Somaliska demokratiska republiken, organiserades efter revolutionärt socialistiskt mönster. Som landets oinskränkte diktator antog Barre titeln "Den segerrike ledaren", och skapade en omfattande personkult kring sig själv.
Hans grepp om makten hårdnade och hans regim krossade all opposition. Till en början var Barres politik mycket effektiv, och hans socialistiska ideal vann honom stort stöd bland landets mycket fattiga befolkning, samtidigt som han gjorde betydande närmanden till Sovjetunionen. Hans popularitet började dock avta då han under slutet av 1970-talet började avsätta kända politiker från klanerna Isaaq och Majeerten, vilket ökade oroligheterna i landet. Han satte medlemmar av sin egen underklan Marehan på höga poster, och utestängde andra klaner från inflytande i Somalias politik. Detta syntes mer för befolkningen 1980 efter Ogadenkriget med Etiopien, då Sovjetunionen övergav Barres regim och ströp all tillförsel av bistånd till landet. Som resultat av detta stagnerade Somalias ekonomi totalt under 1980-talet, och missnöjet mot Barres regim ökade från flera olika håll.
Flera motståndsorganisationer mot regimen bildades under 1980-talet. De flesta av dessa leddes av olika klanhövdingar som förlorat sin politiska makt på grund av Barres styre. Även inom armén ökade motståndet, vilket ledde till att olika motståndsfraktioner bildades. Motståndet mot Barre tilltog allt mer i styrka under andra halvan av 1980-talet, och kulminerade 1988 i det somaliska inbördeskriget. Hans motståndare samarbetade och lyckades störta regimen år 1991. Efter Barres fall misslyckades hans motståndare med att behålla enigheten i landet, och inbördeskriget pågår ännu (2023).
Efter att Barre tvingats bort från makten flydde han till Nigeria, där han levde med den nigerianska regeringens goda minne under återstoden av sitt liv.